# Người Kachin
Người Jinghpaw hay người Cảnh Pha (giản thể: 景颇族; phồn thể: 景頗族; bính âm: Jǐngpō zú; tiếng Miến Điện: ကခ္ယင္‌လူမ္ယုိး; MLCTS: ka. hkyang lu. myui:; tên tự gọi: Jingpo, Jinghpaw, Tsaiva, Lechi) là một nhóm sắc tộc chủ yếu sinh sống tại miền bắc Myanmar (bang Kachin). Họ cũng tạo thành một trong 56 dân tộc được Cộng hòa Nhân dân Trung Hoa chính thức công nhận.
Tại Myanmar, các nguồn khác nhau đưa ra con số từ 540.000 tới 1-1,5 triệu người, sinh sống chủ yếu tại bang Kachin.
Tại Trung Quốc, dân tộc này có số lượng khoảng 132.143 người theo điều tra dân số năm 2000. Dân tộc gần gũi với họ là người Singpho tại Ấn Độ.

## Phân loại
Hai hệ thống phân loại khác biệt làm phức tạp các thuật ngữ Jingpo và Kachin (thực ra là đồng nghĩa). Trong một hệ thống, một loạt các nhóm ngôn ngữ với vùng lãnh thổ chồng lấn và cấu trúc xã hội hợp nhất được miêu tả như là một dân tộc: người Kachin hay người Jingpo. Trong hệ thống kia, thể loại ngôn ngữ, những người sử dụng bản địa của mỗi thứ tiếng trong khu vực được coi là một nhóm sắc tộc khác biệt. Cả hai hệ thống coi người Shan, những người sinh sống trong cùng một khu vực hay các khu vực tiếp giáp nhau như là khác biệt về mặt dân tộc học. Người Kachin nói chung bất chấp sự dự tính của giới học giả phương Tây về tính sắc tộc dựa theo dòng dõi bởi về mặt văn hóa họ "đang trở thành người Shan".
Trong thời kỳ là thuộc địa của Anh, tại Myanmar thì người Jingpo hay người Kachin nói chung được các cuộc điều tra dân số tách ra thành các "chủng tộc" hay "bộ lạc" theo ngôn ngữ, bao gồm người Kachin (Jingpo dưới), Gauri, Maru, Lashi, Azi, Maingtha, Hpon, Nung và Lisu (Lật Túc) nhưng những người khác (các viên chức, các hội truyền giáo và chính quyền địa phương) lại công nhận họ như là một nhóm sắc tộc duy nhất. Giai đoạn đầu thời kỳ độc lập thì chính quyền Myanmar công nhận người Kachin như là môth thể loại tổng quát nhưng chính quyền hiện tại ở Myanmar lại nhìn nhận người Kachin như là một "chủng tộc dân tộc chính", bao gồm 12 nhóm sắc tộc như người Kachin, Trone, Dalaung, Jinghpaw, Gauri, Hkahku, Duleng, Maru (Lawgore), Rawang, Lashi (La Chid), Atsi và Lisu như là các nhóm sắc tộc khác biệt.

## Ngôn ngữ
Dân tộc được gọi là Kachin hay Cảnh Pha (Jingpo) theo nghĩa rộng sử dụng ít nhất là 9 ngôn ngữ khác biệt, bao gồm tiếng Cảnh Pha thật sự, tiếng Tái Ngõa (Tsaiwa), tiếng Maru, tiếng Lashi, tiếng Azi, tiếng A Xương (Achang hay Maingtha), tiếng Hpon, tiếng Nông (Nung) và tiếng Lật Túc (Lisu).

### Cảnh Pha
Tiếng Cảnh Pha thật sự (hay Jingpo, Jinghpaw, Kachin) được khoảng 900.000 người tại Myanmar và khoảng 40.000 người tại Trung Quốc sử dụng. Nó được phân loại như là thuộc về ngữ hệ Hán-Tạng, ngữ tộc Tạng-Miến, nhóm Jingpo-Konyak-Bodo, Jingpo-Lu. Tiếng Cảnh Pha thật sự cũng được nhiều người nói tiếng Zaiwa hiểu được. Một ngôn ngữ tiêu chuẩn được dạy tại Trung Quốc là dựa trên phương ngữ Enkun.

### Tái Ngõa
Tiếng Tái Ngõa (hay Zaiwa, Tsaiwa, gọi là Atsi trong tiếng Cảnh Pha thật sự, Zǎiwǎyǔ 载瓦语 (Tái Ngõa ngữ) trong tiếng Trung và Zi trong tiếng Myanmar) được khoảng 80.000 người tại Trung Quốc và khoảng 30.000 người tại Myanmar sử dụng. Nó được phân loại ngoài Trung Quốc như là ngôn ngữ thuộc ngữ hệ Hán-Tạng, ngữ tộc Tạng-Miến, ngữ chi Di-Miến, nhánh Bắc Miến. Sau khi CHND Trung Hoa thành lập, ngôn ngữ viết dựa trên phương ngữ làng Longzhun (hương Tây Sơn, huyện cấp thị Lộ Tây), sử dụng bảng chữ cái La tinh, đã được tạo ra và chính thức giới thiệu năm 1957.

## Tôn giáo
Mặc dù các nhóm theo Phật giáo cũng có trong số người Kachin, nhưng phần lớn họ theo Kitô giáo. Trước khi các nhà truyền giáo Mỹ tới vùng đất Kachin, phần lớn người Kachin tin vào thuyết vật linh. Một số thờ cúng các vị thần khác nhau cũng như thờ cúng linh hồn tổ tiên. Tổ tiên của mọi người Kachin, được thờ cúng như một vị thần có tên gọi là Madai. Họ tin rằng các thần linh ngự trị ở khắp mọi nơi, từ mặt trời tới các động vật và các vị thần linh này có thể là thiện hay ác. Đối với người Cảnh Pha, mọi sinh vật đều có linh hồn. Các nghi lễ được thực hiện gần như trong mọi hoạt động thường nhật để cầu mong sự che chở, từ hoạt động gieo trồng tới chiến trận.

## Văn hóa
Nhà cửa của họ thường là nhà sàn với 2 tầng, làm từ tre và gỗ. Nhà có dạng hình ô van; tầng một dùng làm nhà kho và nơi nhốt gia súc còn tầng hai làm nơi ở. Phụ nữ mặc áo vét đen được trang trí với các đồ trang trí bằng bạc. Họ cũng mặc váy len sáng màu. Đàn ông mặc quần dài màu đen hay trắng và rộng. Họ cũng đội khăn trên đầu: thanh niên dùng khăn màu trắng còn người cao tuổi dùng khăn màu đen.

## Lịch sử
Tổ tiên của người Kachin sinh sống tại khu vực cao nguyên Thanh-Tạng và sau đó di cư dần về phương nam. Trước khi tới khu vực ngày nay là tỉnh Vân Nam họ được người Hán gọi là Tầm Truyền Man (寻傳蛮). Rất có thể là họ có quan hệ họ hàng gần với người Khương.
Trong thế kỷ 15-16, họ tiếp tục di cư về khu vực là lãnh thổ của họ ngày nay. Họ lại tiếp tục có các tên gọi khác như: Nga Xương (峨昌), Già Ta (遮些), Dã Nhân (野人), tên gọi cuối cùng được sử dụng tại Trung Quốc từ thời nhà Nguyên cho tới khi CHND Trung Hoa ra đời năm 1949.

## Vấn đề tại Myanmar
Người Kachin là một nhóm tổ hợp các bộ lạc gần giống nhau về mặt sắc tộc, được biết đến vì sự độc lập cao độ của họ, các kỹ năng chiến đấu có kỷ luật, mối quan hệ nội thị tộc phức tạp, các kỹ năng ngành nghề thủ công, thuốc trị bệnh từ cây cỏ và các kỹ năng sinh tồn trong rừng rậm nhiệt đới. Những cư dân khác của bang Kachin như người Shan (có quan hệ gần với người Thái/Lào), người Naga, và người Miến, những người hợp thành nhóm sắc tộc lớn nhất tại Myanmar. Trong thời kỳ thuộc Anh, một số bộ lạc đã hòa nhập tốt vào trong bang này trong khi những bộ lạc khác vẫn có mức độ tự trị cao. Người Kachin, bao gồm cả những người tham gia nhóm vũ trang Kachin đã cùng người Anh và Mỹ chống lại quân đội Nhật trong Thế chiến II.
Sau khi thế chiến II kết thúc và Myanmar giành độc lập từ người Anh, các mâu thuẫn lâu đời giữa những người sinh sống tại khu vực hoang vu biên giới, như người Kachin, với chính quyền trung ương do người Miến lãnh đạo vẫn không suy giảm. Những vụ nổi dậy đầu tiên diễn ra vào năm 1949. Những vụ nổi dậy leo thang sau tuyên bố coi Phật giáo (người Kachin gần như không theo Phật giáo) là quốc giáo vào năm 1961. Tuy nhiên, người Kachin chiến đấu cả cho chính quyền lẫn chống chính quyền trong phần lớn các mâu thuẫn sắc tộc. Binh sĩ người Kachin đã từng là bộ phận cốt lõi của lực lượng vũ trang Myanmar và nhiều người vẫn còn trung thành kể cả sau khi Tổ chức độc lập Kachin (KIO) với lực lượng vũ trang của mình, Quân đội độc lập Kachin (KIA) được lập ra năm 1961. Sao vụ đảo chính của Ne Win năm 1962, chỉ còn rất ít cơ hội cho người Kachin gia nhập quân đội Myanmar. Phần lớn bang Kachin, ngoài khu vực đô thị, trong nhiều năm là do KIO quản lý.
KIO lập ra liên minh với các nhóm sắc tộc khác để chống lại chính quyền Myanmar. Chính quyền Myanmar, mặc dù không phải là nhà nước theo con đường cộng sản, cùng với việc hỗ trợ không chính thức của Trung Quốc đối với Đảng Cộng sản Burma (CPB), đang nắm giữ các khu vực nhạy cảm chiến lược của đất nước này đối diện với các vị trí của người Kachin. KIO vẫn tiếp tục chiến tranh cả khi chế độ độc tài của Ne Win bị thay thế bằng một hiện thân khác của hội đồng quân sự vào năm 1988 gọi là Hội đồng phục hồi luật pháp và trật tự quốc gia (SLORC). Tuy nhiên, với sự dần dần rút khỏi sự hỗ trợ từ phía Trung Quốc, tới năm 1989 thì Đảng Cộng sản Burma nhanh chóng phân rã thành các nhóm cục bộ, tiến hành đàm phán ngừng bắn với hội đồng quân sự. Điều này làm cho KIO bị bao vây bởi các tổ chức có liên kết hiệu quả với Hội đồng hòa bình và phát triển quốc gia (SPDC). KIO chịu sức ép của các lực lượng tái tổ chức, tái vũ trang và đang lớn mạnh của quân đội Myanmar cũng như chịu sức ép từ phía thường dân trong khu vực, do họ đã phải chịu đựng nhiều năm chiến tranh. Năm 1994, KIO buộc phải đàm phán ngừng bắn với hội đồng quân sự.
Việc ngừng bắn này không là sự đảm bảo cho người Kachin có được an ninh và sự thịnh vượng. Với sự thù địch đã kết thúc thì sự hiện diện của quân đội Myanmar tại đây ngày càng tăng lên, với tần suất các hành động thù nghịch chống lại dân thường, kể cả lao động cưỡng bức và hãm hiếp phụ nữ, cũng tăng theo.
Nhu cầu cao từ phía Trung Quốc cũng như nạn nghèo đói là nguyên nhân thúc đẩy sự chặt phá rừng trong khu vực Kachin. Bị bần cùng hóa, một số phụ nữ Kachin buộc phải tham gia vào hoạt động buôn bán tình dục trẻ em và mại dâm tới Thái Lan, Trung Quốc và tại Yangon.